# 列車乘務員
，此處係指鐵路列車上，負責車上販賣、旅客服務、監控車載設備狀態，及緊急時協助列車長之列車組員。

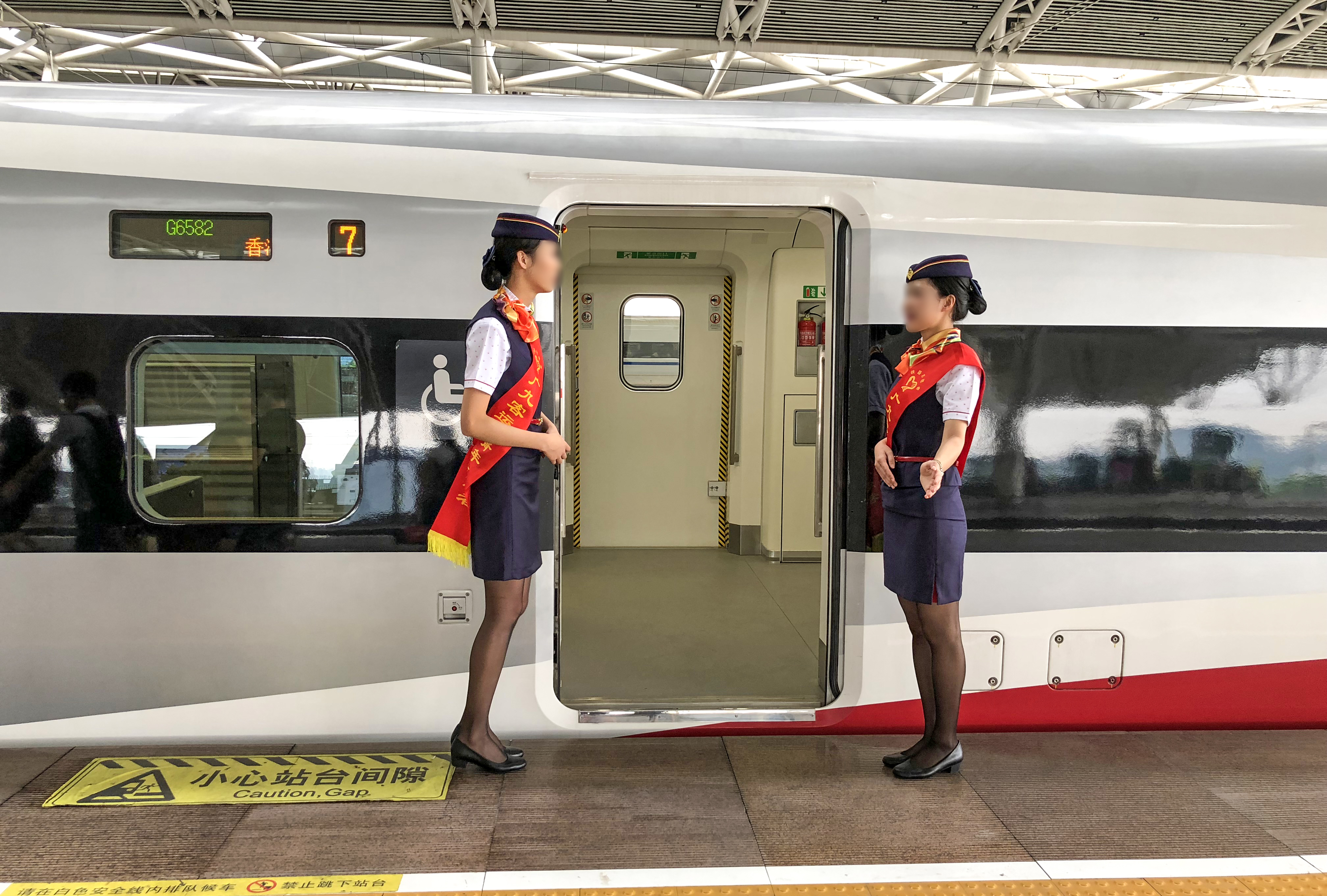
中国铁路广州局集团有限公司广九客运段的列车乘务员

在台鐵，車上販賣的服勤員（服務員）是不負責安全相關工作的。不過於緊急應變時仍應受列車長指揮。
在台灣高鐵的服勤員，主要工作範圍包含：商務車廂服務、車上販賣服務、旅客諮詢與服務、協助行動不便旅客、監控列車上各項服務設備運作狀況，故障時通知列車長，以及緊急狀況時協助列車長疏散旅客等。